# حب استحواذي
الحب الاستحواذي (بالإنجليزية: Obsessive love)‏ حالة يشعر فيها الشخص برغبة ساحقة هائلة في امتلاك وحماية شخص آخر يشعر بجاذبية قوية تجاهه، مع عدم القدرة على تقبل حدوث فشل أو رفض من قبل الشخص المحبوب. على الرغم من أن الحب الاستحواذي لم يتم تصنيفه بشكل محدد تحت أي تشخيص عقلي من قبل الدليل التشخيصي والإحصائي، إلا أن بعض الأشخاص عموا [من؟] أن الحب الاستحواذي يعتبر مرضا عقليا يشبه اضطراب التعلق ، واضطراب الشخصية الحدي، وهوس العشق. واعتمادا على شدة انجذاب الشخص المصاب، فقد يشعر بأنه غير قادر تماما على كبح جماح نفسه عن السلوكيات المتطرفة مثل أعمال العنف تجاه نفسه أو غيره. تمتد جذور الحب الاستحواذي إلى مرحلة الطفولة. وقد يستمر الحب الاستحواذي إلى أجل غير مسمى، وأحيانا يتطلب العلاج النفسي.
يصيب الحب الاستحواذي كل من النساء والرجال، مما يجعله ظاهرة متعادلة في كلا الجنسين.